# Helesfa, Baranya
Helesfa este un sat în districtul Szentlőrinc, județul Baranya, Ungaria, având o populație de 518 locuitori (2011). 

## Demografie
Componența etnică a satului Helesfa
     Maghiari (91,43%)
     Romi (6,19%)
     Croați (1,43%)
     Germani (0,95%)
Componența confesională a satului Helesfa
     Romano-catolici (37,26%)
     Fără religie (19,31%)
     Reformați (3,67%)
     Necunoscută (39,77%)
     Alte religii (0,77%)
Conform recensământului din 2011, satul Helesfa avea 518 locuitori. Din punct de vedere etnic, majoritatea locuitorilor (91,43%) erau maghiari, existând și minorități de romi (6,19%) și croați (1,43%). Nu există o religie majoritară, locuitorii fiind romano-catolici (37,26%), persoane fără religie (19,31%) și reformați (3,67%). Pentru 39,77% din locuitori nu este cunoscută apartenența confesională.